# باتو تارا
باتو تارا آتشفشان چینه‌ای و جزیرهٔ کوچک دورافتاده‌ای در دریای فلورس در حدود ۵۰ کیلومتری شمال جزیره لمباتا است که در شرق خود سراشیبی خندق‌مانندی شبیه به سیارا دل فوکوی آتشفشان استرومبولی در ایتالیا دارد. این آتشفشان که در شمال قوسی آتشفشانی واقع شده است ۷۴۸ متر ارتفاع داشته و دامنه‌هایش تا ۵۰ متری نوک آن پوشیده از گیاهان است. 
نخستین فوران تاریخی باتو تارا پیرامون سال‌های ۱۸۴۷ تا ۱۸۵۲ روی داد که باعث ایجاد انفجار و جریان گدازه شد. آخرین فوران این آتشفشان در ۶ اکتبر ۲۰۱۰ بوده است.